# Papaver fugax
Papaver fugax là một loài thực vật có hoa trong họ Anh túc. Loài này được Poir. mô tả khoa học đầu tiên năm 1804.

## Hình ảnh

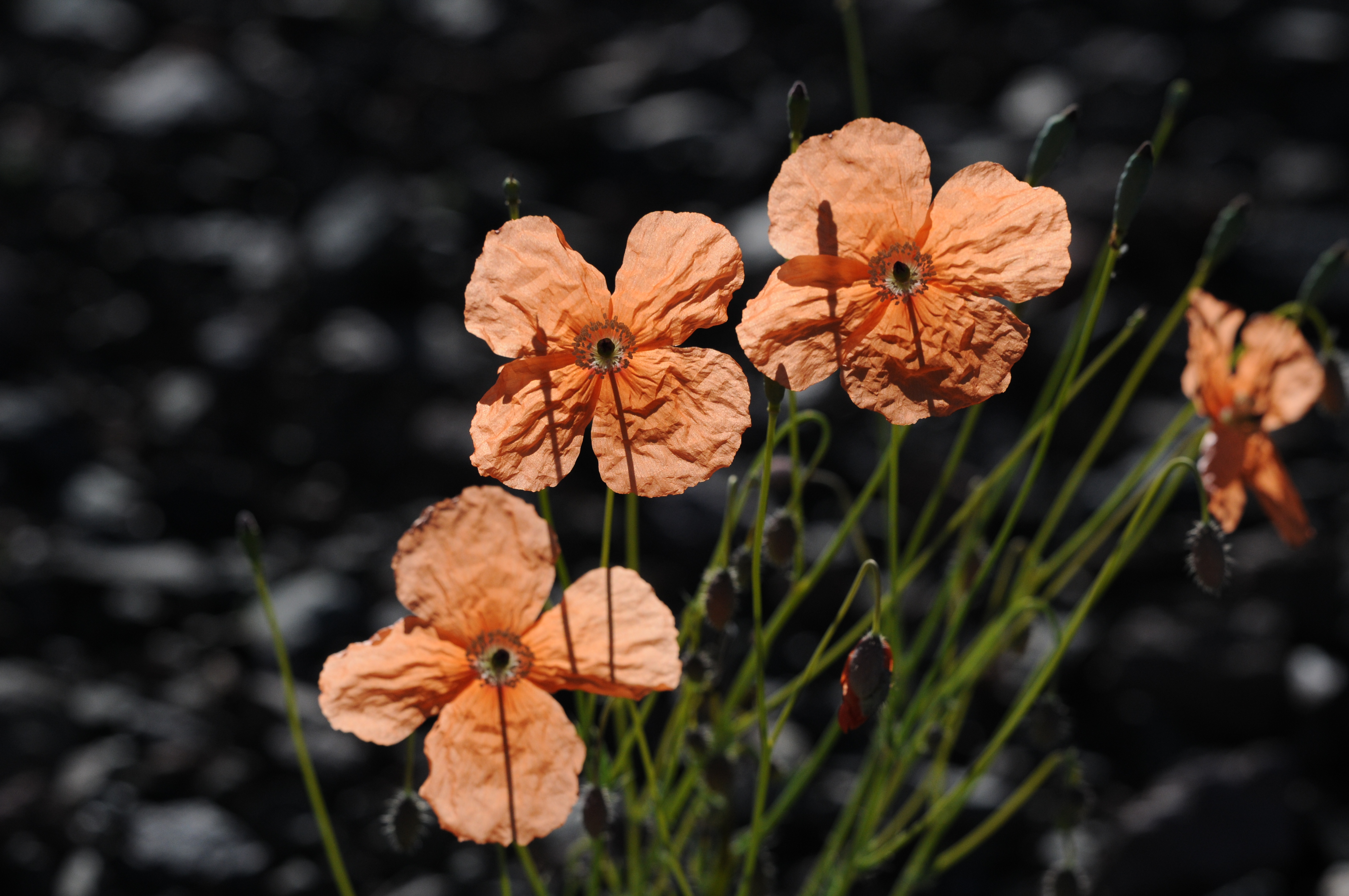
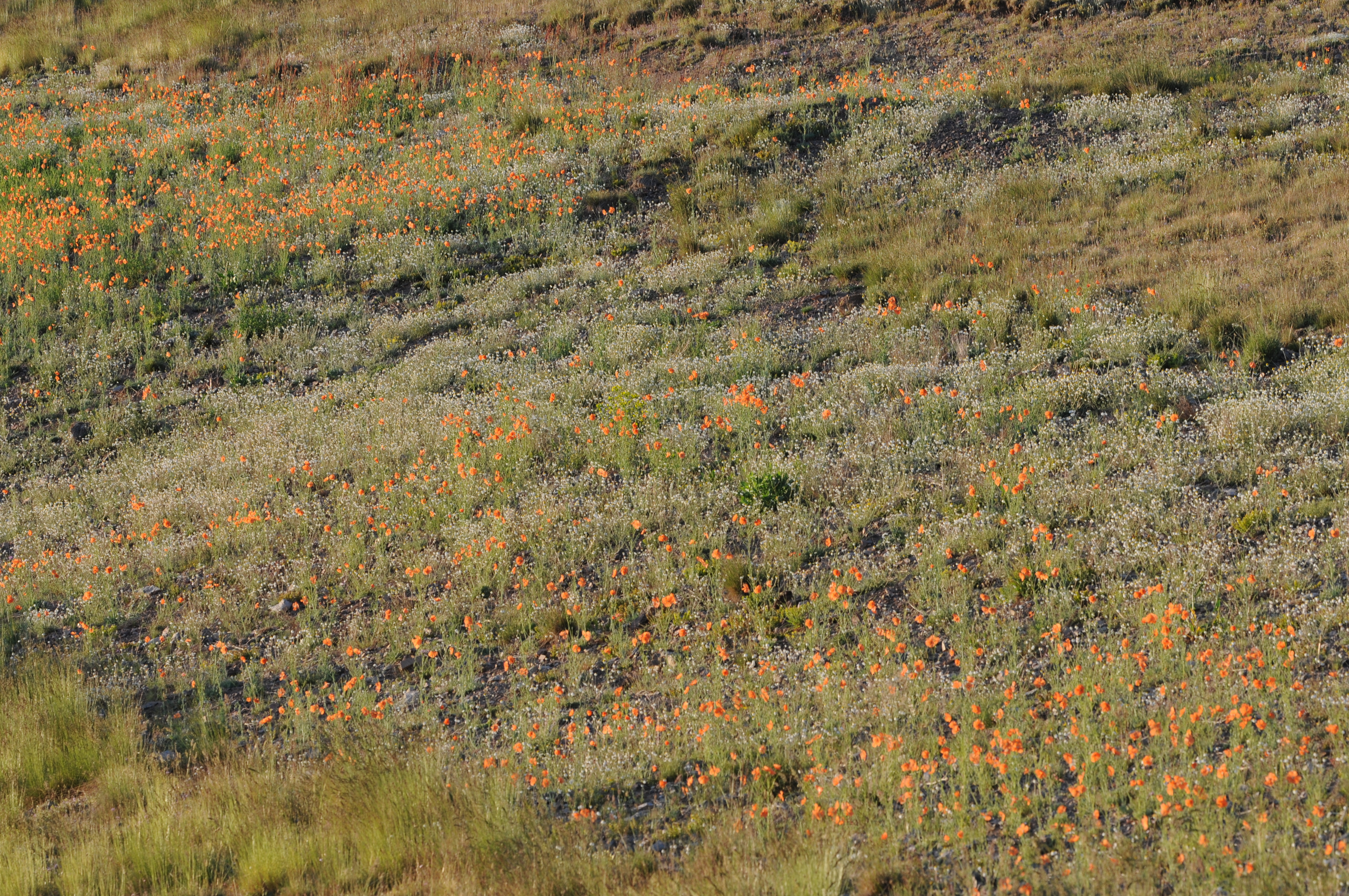
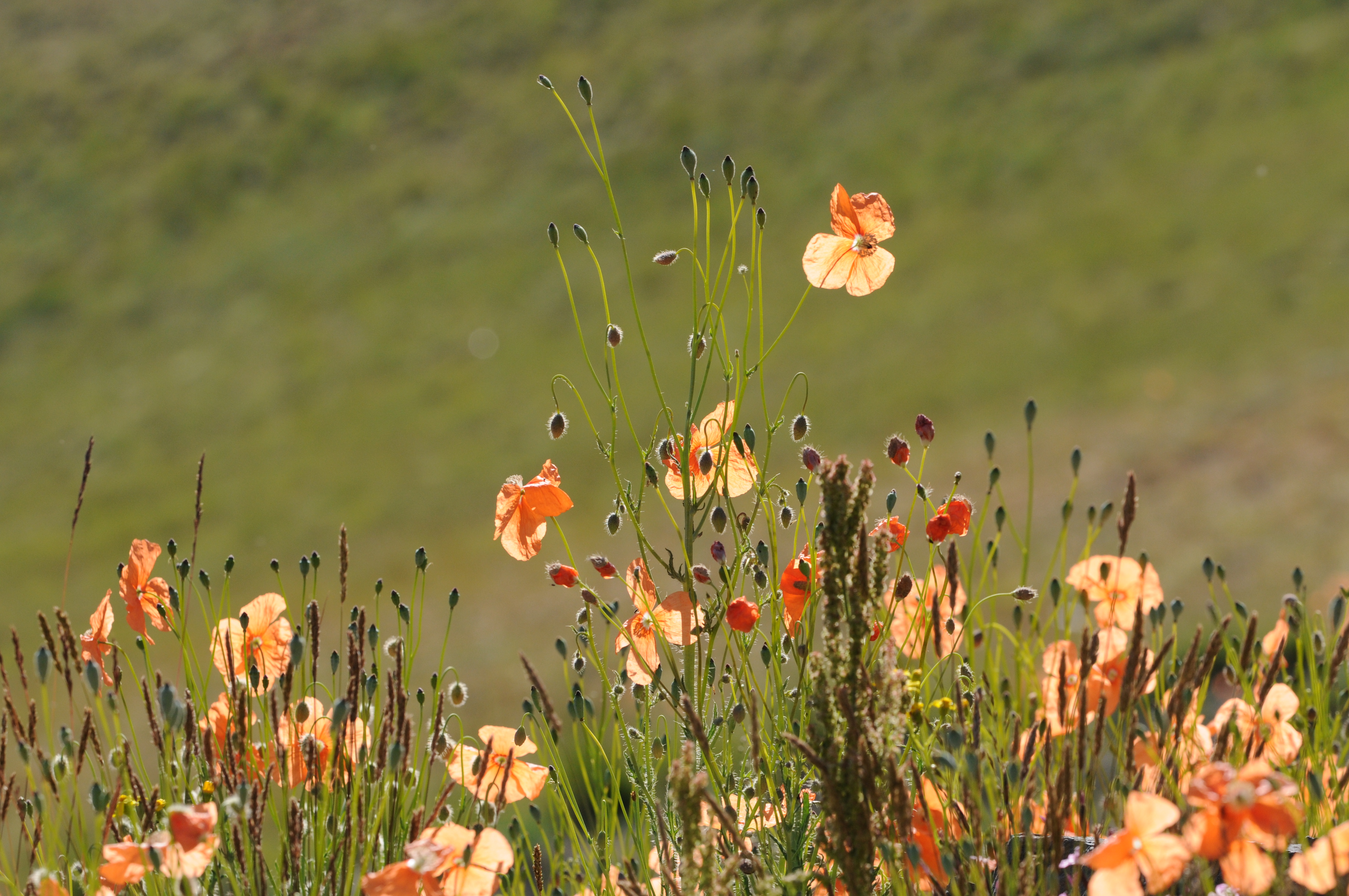
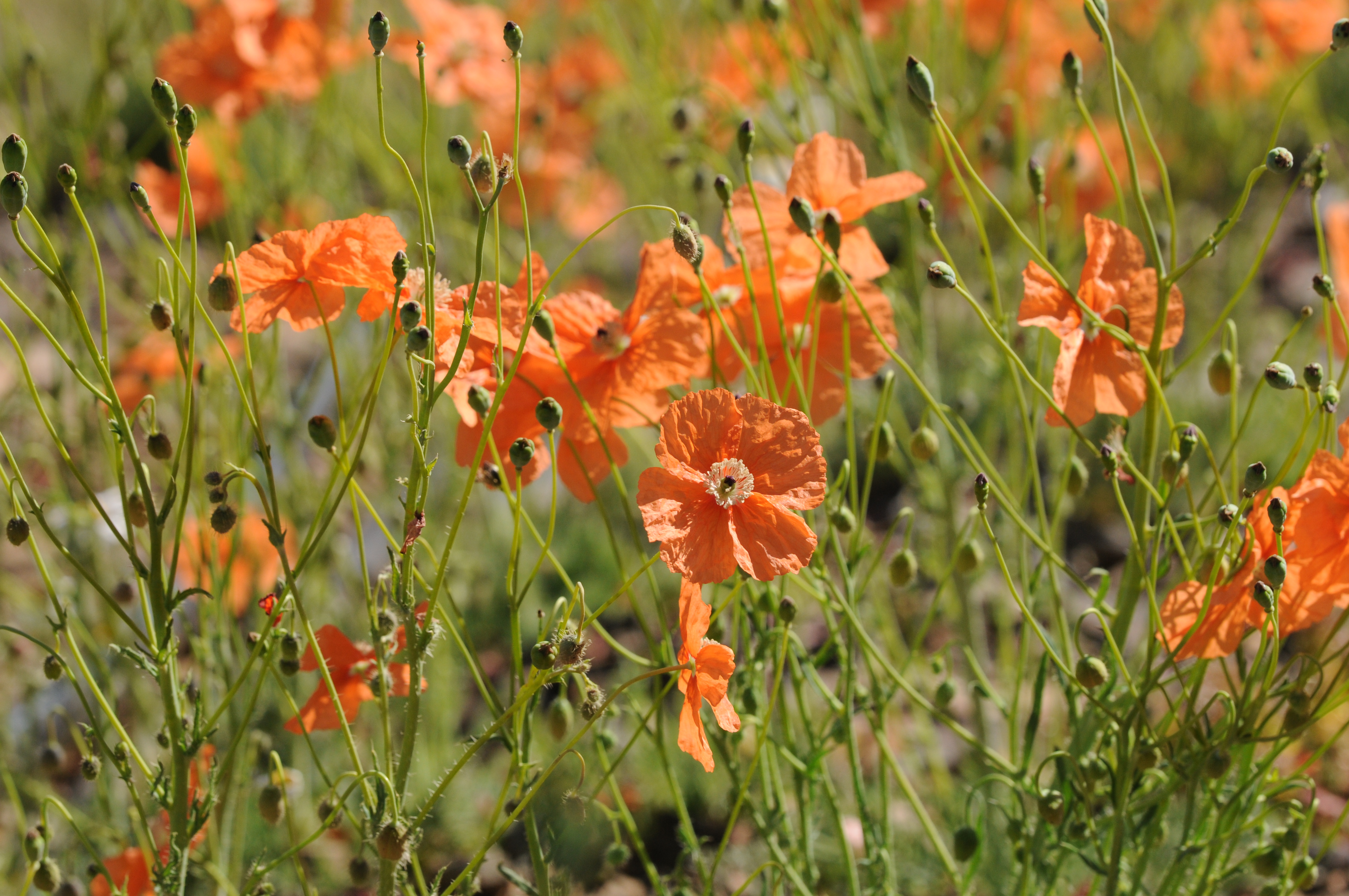